# Templo de Atena (Pesto)

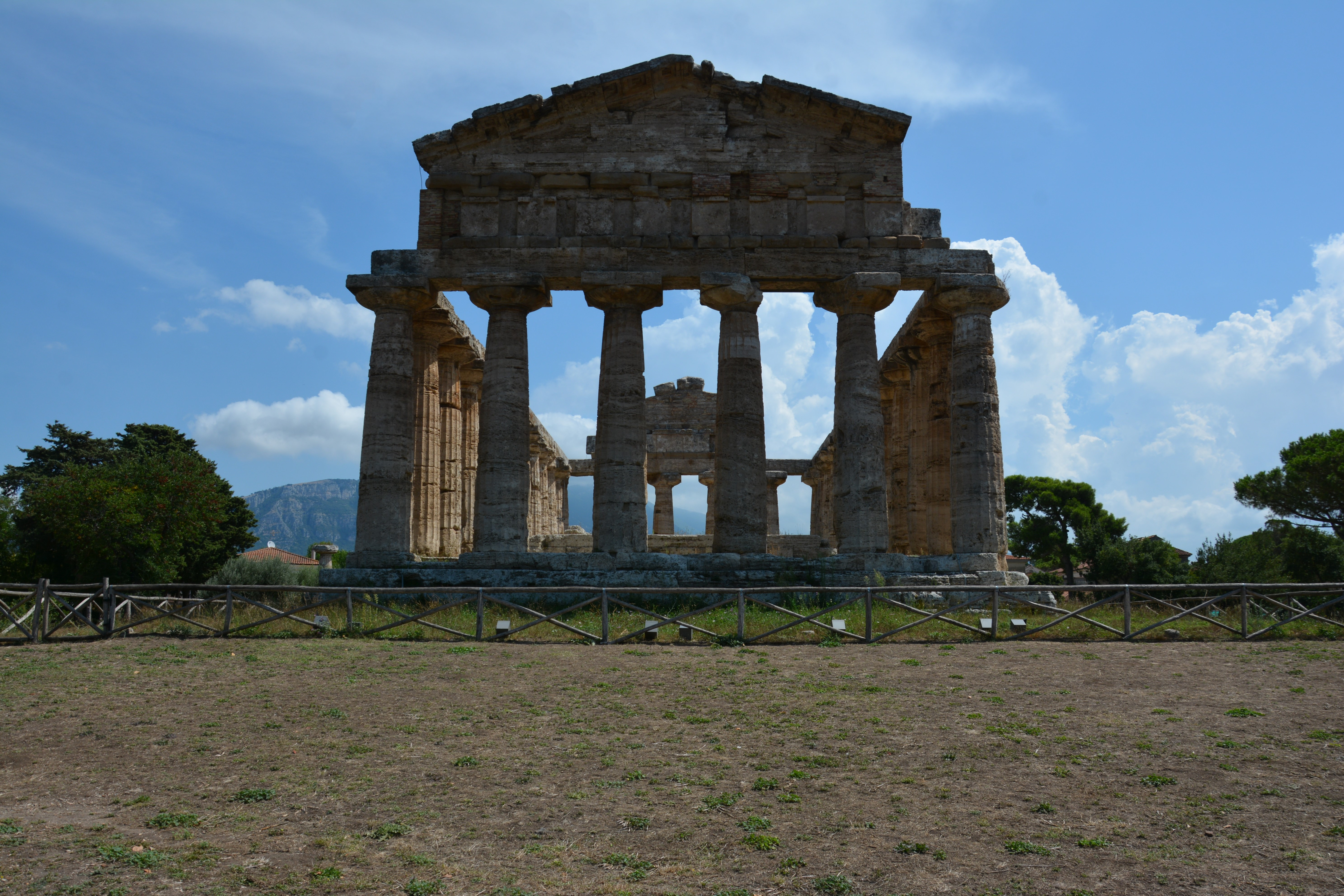
Visão do pórtico do Templo de Atena

O Templo de Atena é um templo grego encontrado em Pesto, em Capaccio Paestum, uma comuna italiana da província de Salerno, na região da Campânia, no sudoeste da Itália. Foi construído por volta de 500 a.C e por algum tempo foi incorretamente considerado como tendo sido dedicado a Ceres.
Construída sobre relevo artificial do solo, apresenta frontão elevado na fachada e friso dórico, adornado com métropes envoltos em grés, sobre colunas dóricas ligeiramente delgadas. A estrutura é mais simples do que os dois templos de Hera próximos, o primeiro Templo de Hera, que é muito maior do que ele.
O interior do amplo pronaos continha seis colunas em estilo jônico (quatro frontais e duas de cada lado), das quais permanecem as bases e dois capitéis. Esses capitéis saíram de um colar ornamentado. Este parece ser o primeiro exemplo de duas ordens arquitetônicas, dórica e jônica, coexistindo em um único edifício.